# Diritto regionale
Il diritto regionale, anche definito diritto pubblico regionale, è una branca del diritto pubblico italiano. Gli studiosi di questo diritto si occupano di tutte le funzioni affidate alle regioni ordinarie e a quelle a statuto speciale.

## Generalità
L'impostazione regionalistica della Costituzione italiana del 1948 è evidente, tuttavia solo negli anni Sessanta la materia conobbe un grande aumento di studi e di contributi scientifici di vario tipo.

## La posizione nella gerarchia delle fonti del diritto
La fonte di diritto fondamentale è la Costituzione e in particolare il Titolo V, che si occupa appunto delle regioni, delle province e dei comuni, oltre ad alcune leggi costituzionali con le quali sono stati approvati gli statuti delle regioni autonome.
Oltre che dagli articoli della Costituzione il diritto regionale si avvale anche di altre fonti: la giurisprudenza della Corte costituzionale, gli Statuti ordinari e speciali, le norme di attuazione degli statuti speciali, le leggi regionali emanate dalle regioni stesse, e degli atti normativi inerenti agli enti locali.

## Evoluzione normativa

### La riforma del Titolo V della Costituzione del 1999
- Con la legge costituzionale n. 1/1999 viene modificata la forma di governo delle regioni, in particolare gli articoli 121, 122, 123 della Costituzione.
- Dopo anni di discussione nelle sedi parlamentari si giunge poi all'approvazione della legge costituzionale n. 3 del 18 ottobre 2001[2], grazie al risultato del referendum costituzionale appena concluso, che modifica sostanzialmente il riparto delle funzioni legislative, regolamentari e amministrative tra Stato e regioni.

In particolare, sono stati modificati gli articoli:
- articolo 114, il quale afferma che la Repubblica è costituita dai Comuni, dalle Province, dalle Città metropolitane, dalle Regioni e dallo Stato. I Comuni, le Province, le Città metropolitane e le Regioni, oltre che le Comunità montane[3] sono enti autonomi con propri statuti, poteri e funzioni secondo i princìpi fissati dalla Costituzione, ponendo quindi sullo stesso piano (equiordinazione) regione e Stato (entrambi sono dotati del potere di legiferare);
- articolo 117, in cui, tra l'altro, si evidenzia la potestà legislativa equiparata tra Stato e regioni (potestà esclusiva, concorrente e residuale) nel rispetto della Costituzione nonché dei vincoli derivanti dall'ordinamento comunitario e dagli obblighi internazionali;
- articolo 118, che attribuisce le funzioni amministrative ai comuni, province, città metropolitane, regioni e Stato sulla base dei principi di sussidiarietà, differenziazione e adeguatezza;
- articolo 119, che definisce per gli enti locali l'autonomia finanziaria di entrata e di spesa (la prima in particolare implica la possibilità di imporre una tassazione aggiuntiva a quella nazionale con scopo di autofinanziamento da parte degli enti locali).

### L'autonomia differenziata nel 2023
Il disegno di legge Calderoli sull'autonomia differenziata del febbraio 2023 consente alle regioni italiane di chiedere al governo l'autonomia su 23 materie previste dall'articolo 116 della Costituzione. Il Parlamento avrebbe il solo ruolo di ratificare l'intesa approvata da Governo e regioni.

## Aspetti dibattuti

### Critiche e problematiche della riforma del Titolo V
La riforma del 1999 ha portato a numerosi ricorsi, in particolare da parte dello Stato centrale e da parte delle Regioni, in merito alla ripartizione delle competenze reciproche. Ampie critiche sono state fatte in particolare in merito all'articolo 119, a proposito del controllo sulla spesa (e le copertura finanziaria della stessa) degli enti locali.
L'efficacia di tale riforma è stata oggetto di critiche anche da diversi giuristi a riguardo della capacità organizzativa e finanziaria delle Regioni (in particolare, delle spese sanitarie, che ne costituiscono la quota maggiore), anche a causa di una pianificazione non adeguatamente dettagliata nelle tempistiche e nelle procedure.

Al 2004, la legge era stata oggetto di più di 120 interventi da parte della Corte Costituzionale relativi a 44 differenti materie legislative, su ricorsi proposti da Governo, Regioni, Provincia autonoma di Trento e di Bolzano, Corte dei Conti, Corte di Cassazione e Consiglio di Stato, T.A.R. e Corti d'appello, Tribunali (di primo grado) e Giudici di Pace.